# قائمة قرينات أورليان
هذه القائمة تحتوي على قرينات حكام أورليان (ملكات، كونتيسات، دوقات).

## ملكة أورليان

### سلالة الميروفنجية، 511–524، 561–613
| الصورة                                             | الاسم              | الوالد                    | الميلاد | الزواج  | أصبحت كونتيسة | توقف عن استخدام اللقب   | الوفاة  | الزوج            |
| -------------------------------------------------- | ------------------ | ------------------------- | ------- | ------- | ------------- | ----------------------- | ------- | ---------------- |
|                                                    | غونثوك من بورغندي  | غودومار ملك بورغندي       | 495     | 514/521 | 514/521       | 25 يونيو 524 وفاة الزوج | 532     | كلودومير         |
| انتقلت المملكة إلى سواسون، باريس، ريمس             |                    |                           |         |         |               |                         |         |                  |
| رجعت المملكة من جديد بعد وفاة كلوتير الأول .       |                    |                           |         |         |               |                         |         |                  |
|                                                    | فينيرند            | عبدة                      | -       | -       | -             | -                       | -       | جونتران          |
|                                                    | ماركاترود          | ماغناشير، دوق الفرنجة     | -       | 556     | 556           | 565 انفصلوا             | 566     | جونتران          |
|                                                    | أوسترشيلد          | -                         | 548     | 566/7   | 566/7         | بعد 580                 | بعد 580 | جونتران          |
|                                                    | فايلوبي            | -                         | -       | -       | -             | -                       | -       | شيلديبيرت الثاني |
|                                                    | إرمينبيرغا القوطية | ويتيرك، ملك القوط الغربية | -       | 606     | 606           | 607 انفصلوا             | -       | ثيودوريك الثاني  |
| اتحدت مع أوستراسيا في 612 وضمت إلي نيوستريا في 613 |                    |                           |         |         |               |                         |         |                  |

## كونتيسة أورليان

### كونتيسات خلال عهد الميروفنجيين
- اسمها غير معروف، زوجة الكونت فيلشار، ووالدة كلود من أورليان زوجة كرامن أبن الملك كلوتير الأول .

### كونتيسات خلال عهد الكارولنجيون
| الصورة                                                                 | الاسم                | الوالد                                                  | الميلاد | الزواج        | أصبحت كونتيسة  | توقف عن استخدام اللقب            | الوفاة           | الزوج       |
| ---------------------------------------------------------------------- | -------------------- | ------------------------------------------------------- | ------- | ------------- | -------------- | -------------------------------- | ---------------- | ----------- |
|                                                                        | فالدرادا دي فورمسغاو | إرفولد ؟ (نيبلونغيد أو فيدونيد)                         | -       | -             | -              | 821 وفاة االزوج                  | 824              | أدريان      |
| لم يذكر لـ ماتفريد، كونت أورليان، أن له زوجة أو لم يذكر اسمها.         |                      |                                                         |         |               |                |                                  |                  |             |
|                                                                        | إنغلترود من فيزينسك  | ليوثارد الأول، كونت باريس وفيزينسك (غيرارديد)           | 805     | -             | 827 صعود الزوج | 834 وفاة الزوج                   | -                | أودو الأول  |
| لم يذكر لخليفة أودو ويليام، كونت أورليان، أن له زوجة أو لم يذكر اسمها. |                      |                                                         |         |               |                |                                  |                  |             |
|                                                                        | آغان                 | -                                                       | -       | -             | -              | قبل 862                          | قبل 862          | روبرت       |
|                                                                        | أيليس من تور         | هيو، كونت تور (إتيشونيد)                                | 805     | بعد 862       | بعد 862        | 15 سبتمبر 866 وفاة الزوج         | 886              | روبرت       |
|                                                                        | ثيودرات من تروا      | ألران، كونت تروا                                        | 868     | 881/قبل 885   | 881/قبل 885    | 29 فبراير 888 أصبحت ملكة القرينة | 903              | أودو الثاني |
|                                                                        | جوديث                | -                                                       | -       | 922           | 922            | 925                              | 925              | هيو الأول   |
|                                                                        | إدهيلد من وسكس       | إدوارد الكبير، ملك أنجلو ساكسون (وسكس)                  | 907/910 | 926/7         | 926/7          | 26 يناير 937                     | 26 يناير 937     | هيو الأول   |
|                                                                        | هيدويغ من ساكسونيا   | هاينريش صياد الطيور، ملك الفرنجة الشرقية (ليودولفيغيين) | 910/22  | 14 سبتمبر 938 | 14 سبتمبر 938  | 16 يونيو 956 وفاة الزوج          | 10 مايو 965      | هيو الأول   |
|                                                                        | أديلايد من آكيتاين   | ويليام الثالث، دوق آكيتاين (رامنولفيدس)                 | 945     | 970           | 970            | 3 يوليو 987 أصبحت ملكة القرينة   | 15 يونيو 1004/06 | هيو الثاني  |

### كونتيسات خلال عهد كابيتيون
| الصورة | الاسم              | الوالد                           | الميلاد | الزواج       | أصبحت كونتيسة | توقف عن استخدام اللقب      | الوفاة        | الزوج          |
| ------ | ------------------ | -------------------------------- | ------- | ------------ | ------------- | -------------------------- | ------------- | -------------- |
|        | إيزابيلا من أراغون | خايمي الأول ملك أراغون (برشلونة) | 1247    | 28 مايو 1262 | 28 مايو 1262  | 25 أغسطس 1270 أصبحت الملكة | 28 يناير 1271 | فيليب من فرنسا |

## دوقة أورليان

### أسرة فالوا

#### إنشاء الأول
| الصورة | الاسم          | الوالد                        | الميلاد      | الزواج       | أصبحت دوقة   | توقف عن استخدام اللقب    | الوفاة        | الزوج          |
| ------ | -------------- | ----------------------------- | ------------ | ------------ | ------------ | ------------------------ | ------------- | -------------- |
|        | بلانش من فرنسا | شارل الرابع ملك فرنسا (كابيه) | 1 أبريل 1328 | 8 يناير 1345 | 8 يناير 1345 | 1 سبتمبر 1376 وفاة الزوج | 8 فبراير 1393 | فيليب من فالوا |

#### إنشاء الثاني
| الصورة | الاسم                    | الوالد                                       | الميلاد        | الزواج         | أصبحت دوقة                | توقف عن استخدام اللقب     | الوفاة         | الزوج       |
| ------ | ------------------------ | -------------------------------------------- | -------------- | -------------- | ------------------------- | ------------------------- | -------------- | ----------- |
|        | فالنتينا فيسكونتي        | جان غالياتسو فيسكونتي، دوق ميلانو (فيسكونتي) | 1366           | 17 أغسطس 1389  | 17 أغسطس 1389             | 23 نوفمبر 1407 وفاة الزوج | 4 ديسمبر 1408  | لويس الأول  |
|        | إيزابيلا من فالوا        | شارل السادس ملك فرنسا (فالوا)                | 9 نوفمبر 1389  | 29 يونيو 1406  | 23 نوفمبر 1407 صعود الزوج | 13 سبتمبر 1409            | 13 سبتمبر 1409 | شارل الأول  |
|        | بون دأرمانياك            | بيرنارد السابع، كونت أرمانياك (أرمانياك)     | 19 فبراير 1392 | 15 أغسطس 1410  | 15 أغسطس 1410             | 1430/5                    | 1430/5         | شارل الأول  |
|        | ماري من كليفز            | أدولف الأول، دوق كليفز (دي لا مارك)          | 19 سبتمبر 1426 | 27 نوفمبر 1440 | 27 نوفمبر 1440            | 5 يناير 1465 وفاة الزوج   | 23 أغسطس 1487  | شارل الأول  |
|        | جوان من فرنسا، دوقة بيري | لويس الحادي عشر ملك فرنسا (فالوا)            | 23 أبريل 1461  | 8 سبتمبر 1476  | 8 سبتمبر 1476             | 7 أبريل 1498 أصبحت الملكة | 4 فبراير 1505  | لويس الثاني |

#### إنشاء الثالث
| الصورة | الاسم            | الوالد                                 | الميلاد       | الزواج         | أصبحت دوقة     | توقف عن استخدام اللقب | الوفاة       | الزوج      |
| ------ | ---------------- | -------------------------------------- | ------------- | -------------- | -------------- | --------------------- | ------------ | ---------- |
|        | كاثرين دي ميديشي | لورينزو دي ميديشي دوق أوربينو (ميديشي) | 13 أبريل 1519 | 28 أكتوبر 1533 | 28 أكتوبر 1533 | 10 أغسطس 1536         | 5 يناير 1589 | هنري الأول |

### أسرة بوربون

#### إنشاء الثامن
لا يوجد

#### إنشاء التاسع
| الصورة | الاسم                                            | الوالد                                           | الميلاد        | الزواج             | أصبحت دوقة         | توقف عن استخدام اللقب    | الوفاة        | الزوج  |
| ------ | ------------------------------------------------ | ------------------------------------------------ | -------------- | ------------------ | ------------------ | ------------------------ | ------------- | ------ |
|        | ماري دي بوربون مداموزيل مونتبنسير دوقة مونتبنسير | هنري دي بوربون، دوق مونتبنسير (بوربون-مونتبنسير) | 15 أكتوبر 1605 | 6 أغسطس 1626       | 6 أغسطس 1626       | 4 يونيو 1627             | 4 يونيو 1627  | غاستون |
|        | مارغريت من لورين                                 | فرانسوا الثاني، دوق لورين (لورين)                | 22 يوليو 1615  | 2 إلى 3 يناير 1632 | 2 إلى 3 يناير 1632 | 2 فبراير 1660 وفاة الزوج | 13 أبريل 1672 | غاستون |

### أسرة أورليان

#### إنشاء العاشر
| الصورة | الاسم                                            | الوالد                                                         | الميلاد        | الزواج         | أصبحت دوقة                | توقف عن استخدام اللقب     | الوفاة        | الزوج              |
| ------ | ------------------------------------------------ | -------------------------------------------------------------- | -------------- | -------------- | ------------------------- | ------------------------- | ------------- | ------------------ |
|        | هنريتا من إنجلترا واسكتلندا                      | تشارلز الأول ملك إنجلترا واسكتلندا (ستيوارت)                   | 26 يونيو 1644  | 31 مارس 1661   | 31 مارس 1661              | 30 يونيو 1670             | 30 يونيو 1670 | فيليب الأول        |
|        | إليزابيث شارلوت من بالاتينات                     | كارل لودفيش الأول، ناخب بالاتينات (بالاتينات-سيمرن)            | 27 مايو 1652   | 16 نوفمبر 1671 | 16 نوفمبر 1671            | 9 يونيو 1701 وفاة الزوج   | 9 ديسمبر 1722 | فيليب الأول        |
|        | فرانسواز ماري دي بوربون مداموزيل بلوا            | لويس الرابع عشر (بوربون "الغير شرعي")                          | 25 مايو 1677   | 18 فبراير 1692 | 9 يونيو 1701 صعود الزوج   | 2 ديسمبر 1723 وفاة الزوج  | 1 فبراير 1749 | فيليبي الثاني      |
|        | مرغريفة أوغست من بادن-بادن                       | لودفيغ فيلهلم، مارغريف بادن-بادن (تسرينغن)                     | 10 نوفمبر 1704 | 13 يوليو 1724  | 13 يوليو 1724             | 8 يوليو 1726              | 8 يوليو 1726  | لويس               |
|        | لويز هنرييت دي بوربون، مداموزيل كونتي دوقة أتامب | لودفيغ أرماند الثاني، أمير كونتي (بوربون)                      | 20 يونيو 1726  | 17 ديسمبر 1743 | 4 فبراير 1752 صعود الزوج  | 9 فبراير 1759             | 9 فبراير 1759 | لويس فيليبي الأول  |
|        | لويز ماري أديلايد دي بوربون مداموزيل بينثفير     | لويس جان ماري دي بوربون، دوق بينثفير (بوربون)                  | 13 مارس 1753   | 8 مايو 1768    | 18 نوفمبر 1785 صعود الزوج | 6 نوفمبر 1793 أعدم الزوج  | 23 يونيو 1821 | لويس فيليبي الثاني |
|        | ماريا أماليا من الصقليتين                        | فرديناندو الأول ملك الصقليتين (الصقليتين)                      | 26 أبريل 1782  | 25 نوفمبر 1809 | 25 نوفمبر 1809            | 9 أغسطس 1830 أصبحت الملكة | 24 مارس 1866  | لويس فيليبي الثالث |
|        | الدوقة هيلين من مكلنبورغ-شيفيرين                 | فريدرخ لودفيغ، أمير مكلنبورغ-شيفيرين الوراثي (مكلنبورغ-شفيرين) | 24 يناير 1814  | 30 مايو 1837   | 30 مايو 1837              | 13 يوليو 1842 وفاة الزوج  | 17 مايو 1858  | فرديناند فيليبي    |